# Уерта (Саламанка)
Уерта (ісп. Huerta) — муніципалітет в Іспанії, у складі автономної спільноти Кастилія-і-Леон, у провінції Саламанка. Населення — 321 особа (2010).
Муніципалітет розташований на відстані близько 160 км на північний захід від Мадрида, 16 км на схід від Саламанки.

## Демографія
Динаміка населення (INE ):

## Зовнішні посилання
- Муніципальна рада
- Провінційна рада Саламанки: індекс муніципалітетів
- Посилання на Google Maps